# Tsholola Tshinyama
Tsholola Tshinyama, även känd som Tiko, född 12 december 1980 i Kananga, är en fotbollsspelare från Kongo-Kinshasa. Tshinyama har spelat för bland annat sydafrikanska Ajax Cape Town och belgiska Lokeren.
Tshinyama representerade DR Kongo i Afrikanska mästerskapet 2006.